# Língua miri
A língua miri é uma variação dialetal do goitacá, pertencente à família puri.